# Sorbus latifolia
Sorbus latifolia é uma espécie de planta com flor pertencente à família Rosaceae. 
A autoridade científica da espécie é (Lam.) Pers., tendo sido publicada em Syn. Pl. [Persoon] 2(1): 38. 1806.

## Portugal
Trata-se de uma espécie presente no território português, nomeadamente em Portugal Continental.
Em termos de naturalidade é nativa da região atrás indicada.

## Protecção
Não se encontra protegida por legislação portuguesa ou da Comunidade Europeia.